# Casa Todd
La Casa Todd, también conocida como la Casa Todd-Biscoe, es una residencia histórica ubicada en Plantersville, Alabama, Estados Unidos.

## Historia
La casa estilo gótico carpintero de 1 1⁄2 pisos fue construida entre 1867 y 1868 para el Dr. Samuel G. Todd, el primer dentista en Plantersville. Las casas de estilo gótico carpintero son relativamente raras en Alabama. Los historiadores de la arquitectura consideran que este ejemplo es una buena representación de los diseños de casas defendidos por Richard Upjohn y Alexander Jackson Davis.
La familia Todd vendió la propiedad en 1916 a Salliegeo D. Lawrence. Henry E. Biscoe se lo compró a la familia Lawrence en 1959. Se agregó al Registro Nacional de Lugares Históricos el 29 de enero de 1987, como parte del Área de Recursos Múltiples de Plantersville.